# Patrick Préjean
Patrick Préjean (ur. 4 czerwca 1944 w Saint-Maur-des-Fossés) – francuski aktor filmowy, teatralny i telewizyjny. Wielokrotnie udziela się także w dubbingu. Syn aktora Alberta Préjeana.
Zagrał rolę żandarma Perlina w komedii Żandarm i żandarmetki (1982) – ostatnim filmie z cyklu o żandarmach jak i zarazem ostatnim w życiu Louisa de Funèsa. Kilkanaście lat wcześniej pojawił się już u boku de Funèsa w komedii Człowiek z tatuażem (1968).
Aktora można także zobaczyć w takich filmach jak: O jednego za wiele (1967),  Mózg (1969), Księżniczka w oślej skórze (1970), Wał atlantycki (1970), Królowe Dzikiego Zachodu (1971), Małżonkowie roku drugiego (1971), Doktor Popaul (1972), Zamek mojej matki (1990).
Jego córka Laura Préjean (ur. 1977) również jest aktorką; także specjalizuje się w dubbingu.